# Теодор Шерер
Теодор Шерер (нім. Theodor Scherer; 17 липня 1889, Гехштадт — 11 травня 1951, Людвігсбург) — німецький воєначальник, генерал-лейтенант вермахту (1 листопада 1942). Кавалер Лицарського хреста Залізного хреста з дубовим листям.

## Біографія
Учасник Першої світової війни. 30 вересня 1920 року звільнений у відставку. Служив у поліції. В 1936 році перейшов у вермахт. З 1 квітня 1938 року — командир 56-го піхотного полку 5-ї піхотної дивізії. Учасник Польської і Французької кампаній. З 13 червня по 15 вересня 1940 року — командир 507-го піхотного полку 292-ї піхотної дивізії. З 4 березня по 25 вересня 1941 року — комендант ставки фюрера. З 1 жовтня 1941 року — командир 281-ї охоронної дивізії, з 5 вересня 1942 року — 34-ї, з 2 листопада 1942 по 1 квітня 1944 року — 83-ї піхотної дивізії. З 15 квітня 1944 року — інспектор берегової охорони при командувачі частин вермахту в райхскомісаріаті Остланд. 10 серпня 1944 року переведений у резерв ОКГ. Загинув у автокатастрофі.

## Нагороди
- Медаль принца-регента Луїтпольда (1911)
- Орден «За заслуги» (Баварія) 4-го класу з мечами
- Залізний хрест
  - 2-го класу (26 серпня 1914)
  - 1-го класу (17 січня 1920)
- Нагрудний знак «За поранення» в чорному
- Почесний хрест ветерана війни з мечами
- Медаль «За вислугу років у Вермахті» 4-го, 3-го, 2-го і 1-го класу (25 років)
- Медаль «За Атлантичний вал»
- Застібка до Залізного хреста
  - 2-го класу (15 червня 1940)
  - 1-го класу (20 червня 1940)
- Лицарський хрест Залізного хреста з дубовим листям
  - лицарський хрест (20 лютого 1942)
  - дубове листя (№ 92; 5 травня 1942)
- Відзначений у Вермахтберіхт (6 травня 1942)
- Нагрудний знак «За поранення» в чорному
- Медаль «За зимову кампанію на Сході 1941/42»
- Холмський щит (31 жовтня 1942)